# Ранкове шоу (телесеріал)
«Ранкове шоу» (англ. The Morning Show) — американський телесеріал 2019 року про боротьбу американської телеведучої з сексуальними домаганнями на роботі (за мотивами біографії Гретхен Карлсон), з Дженніфер Еністон, Різ Візерспун та Стівеном Кареллом у головних ролях. Створений за книгою журналіста Брайана Стелтера «Початок ранку: Всередині телепередач „World of Morning TV“». Прем'єра телесеріалу в Україні та світі відбулась на «Apple TV+» 1 листопада 2019 року.

## Синопсис
У телесеріалі йдеться про таємниці ранкового телебачення на вигаданому телеканалі. Алекс Леві (Дженніфер Еністон) та Мітч Кесслер (Стів Карелл) ведуть ранкову передачу, яку дивиться вся Америка, але через скандал їх дует розпадається. Мітча Кесслера звільняють вночі, за кілька годин до ефіру, оскільки його звинувачують у сексуальних домаганнях одразу кілька співробітниць телеканалу «UBA». Після чого президент каналу Корі Еллісон (Біллі Крудап) не квапиться продовжувати контракт зі співведучою Мітча Кесслера Алекс Леві. Проте Алекс діє на випередження та у першому ж ефірі виголошує промову, в якій солідаризується з рухом #MeToo, та складає з себе будь-яку відповідальність за вчинки Мітча.

## У ролях
Головні
- Дженніфер Еністон — Алекс Леві, співведуча програми «Ранкове шоу» «UBA»
- Різ Візерспун — Бредлі Джексон, репортерка «TMS» та співведуча шоу
- Стів Керелл — Мітч Кесслер, нещодавно звільнений співведучий «Ранкового шоу»[6]
- Біллі Крудап — Корі Еллісон, керівник представництва Американської Бізнес Асоціації[7]
- Марк Дюпласс — Чарлі «Чіп» Блек, виконавчий продюсер «Ранкового шоу»[8]
- Гугу Мбата-Роу — Ганна Шенфельд, головна кастинг-менеджерка «Ранкового шоу»[7]
- Нестор Карбонелл — Янко Флорес, метеоролог «Ранкового шоу»[8]
- Карен Піттман[en] — Міа Джордан, продюсерка компанії «TMS»[9]
- Бел Паулі — Клер Кенвей, асистентка з виробництва «TMS»[9]
- Дешон Террі[en] — Даніел Гендерсона, співведучий «TMS»[9]
- Джек Дейвенпорт[en] — Джейсон Крейґ, чоловік Алекс

Повторювані
- Яніна Ґаванкар — Елісон Намазі
- Том Ірвін[en] — Фред Мікленд, президент «UBA»
- Вікторія Тейт — Рене Робінсон
- Марсія Ґей Гарден — Меґґі Бренер
- Єн Ґомес[en] — Ґреґ
- Август Прю — Шон
- Джо Марінеллі[en] — Донні Спаньолі
- Шарі Белафонте[en] — Джулія
- Бретт Батлер — Сенді Джексон
- Джо Типпетт[en] — Гал Джексон
- Філіп Ентоні-Родріґес[en] — Ґабріель
- Адіна Портер — Сара Ґрейверлер
- Андреа Бендевальд[en] — Валері
- Кейт Вернон[en] — Женева Мікленд
- Ганна Ледер[en] — Ізабелла
- Ембер Френдлі — Лейла Белл
- Кетрін Ко — Діллон Різ-Сміт
- Елі Білднер — Джоель Рапкін
- Роман Мітічян[en] — Сем Рудо
- Мішель Мередіт — Ліндсі Шерман
- Девід Маґідофф — Нікі Брукс
- Уна Рош — Ліззі Крейґ
- Джо Пачеко — Барт Дейлі
- Александра Фатович — Мішель
- Клейтон Фарріс — програмний продюсер
- Гарлі Ґрем — Бредлі Джексон у юності

Запрошені зірки
- Келлі Салліван — Вікі Мандерлі
- Фред Меламед[en] — Ніл Альтман
- Ана О'Рейлі[en] — Ешлі Браун
- Наталія Ворнер[en] — Сесілія
- Мінді Калінґ — Аудра
- Марк Гарелік[en] — Річард
- Маркус Фленеґан[en] — Джеральд
- Ембет Девідц — Пейдж Кесслер
- Ендрю Лідс[en] — Алан
- Джон Маршалл Джонс — Ной
- Зурі Голл[en] — камео
- Мартін Шорт — режисер
- Келлі Кларксон — камео
- Девід Морз — містер Джексон
- Джуліан Морріс[en] — Ендрю
- Шайенн Джексон[en] — камео
- Роберт Чіккіні[en] — Роберт
- Майк О'Меллі[en] — камео
- Діана-Марія Ріва[en] — Шарлін
- Ромі Роузмон[en] — Шейла Луткін
- Марія Шарапова — камео

## Список епізодів
| Сезон | Епізоди | Епізоди | Оригінальний випуск | Оригінальний випуск |
| Сезон | Епізоди | Епізоди | Перший випуск       | Останній випуск     |
| ----- | ------- | ------- | ------------------- | ------------------- |
| 1     | 10      | 10      | 1 листопада 2019    | 20 грудня 2019      |
| 2     | 10      | 10      | 17 вересня 2021     | 19 листопада 2021   |
| 3     | 10      | 10      | 13 серпня 2023      | 8 листопада 2023    |

### Перший сезон (2019)
| № серії | Назва серії                                                                                         | Режисер(и)      | Сценарист(и)              | Оригінальна дата виходу |
| ------- | --------------------------------------------------------------------------------------------------- | --------------- | ------------------------- | ----------------------- |
| 1       | «У темряві душі завжди 3:30 ранку» «In the Dark Night of the Soul It’s Always 3:30 in the Morning»» | Мімі Ледер      | Керрі Ерін та Джей Карсон | 1 листопада 2019        |
| 2       | «Місце за столом» «A Seat at the Table»                                                             | Мімі Ледер      | Керрі Ерін та Джей Карсон | 1 листопада 2019        |
| 3       | «Хаос - це новий кокаїн» «Chaos is the New Cocaine»                                                 | Девід Франкель  | Еріка Ліпез               | 1 листопада 2019        |
| 4       | «Ця жінка» «That Woman»                                                                             | Лінн Шелтон     | Адам Мільх                | 8 листопада 2019        |
| 5       | «Ніхто тебе не скривдить, поки я поруч» «No One's Gonna Harm You, Not While I'm Around»             | Девід Франкель  | Торрі Спір                | 15 листопада 2019       |
| 6       | «Маятник сколихнувся» «The Pendulum Swings»                                                         | Такер Ґейтс     | Крістен Лейден            | 22 листопада 2019       |
| 7       | «Відкриті води» «Open Waters»                                                                       | Роксанн Довсон  | Керрі Ерін та Джей Карсон | 29 листопада 2019       |
| 8       | «На вершині самотньо» «Lonely at the Top»                                                           | Мішель Макларен | Керрі Ерін та Джей Карсон | 6 грудня 2019           |
| 9       | «Зіграти королеву» «Play the Queen»                                                                 | Кевін Брей      | Керрі Ерін та Джей Карсон | 13 грудня 2019          |
| 10      | «Інтерв'ю» «Interview»                                                                              | Мімі Ледер      | Керрі Ерін та Джей Карсон | 20 грудня 2019          |

### Другий сезон (2021)
| № серії | Назва серії              | Режисер(и)     | Сценарист(и)   | Оригінальна дата виходу |
| ------- | ------------------------ | -------------- | -------------- | ----------------------- |
| 1       | «My Least Favorite Year» | Буде визначено | Буде визначено | 17 березня 2021         |
| 2       | «It's Like the Flu»      | Буде визначено | Буде визначено | 24 березня 2021         |
| 3       | «Laura»                  | Буде визначено | Буде визначено | 1 жовтня 2021           |
| 4       | «Kill the Fatted Calf»   | Буде визначено | Буде визначено | 8 жовтня 2021           |
| 5       | «Ghosts»                 | Буде визначено | Буде визначено | 15 жовтня 2021          |
| 6       | «A Private Person»       | Буде визначено | Буде визначено | 22 жовтня 2021          |
| 7       | «La Amara Vita»          | Буде визначено | Буде визначено | 29 жовтня 2021          |
| 8       | «Confirmations»          | Буде визначено | Буде визначено | 5 листопада 2021        |
| 9       | «Testimony»              | Буде визначено | Буде визначено | 12 листопада 2021       |
| 10      | «Fever»                  | Буде визначено | Буде визначено | 18 листопада 2021       |

### Третій сезон (2023)
| № серії | Назва серії            | Режисер(и)     | Сценарист(и)   | Оригінальна дата виходу |
| ------- | ---------------------- | -------------- | -------------- | ----------------------- |
| 1       | «The Kármán Line»      | Буде визначено | Буде визначено | 13 вересня 2023         |
| 2       | «Ghost in the Machine» | Буде визначено | Буде визначено | 13 вересня 2023         |
| 3       | «White Noise»          | Буде визначено | Буде визначено | 13 вересня 2023}        |
| 4       | «The Green Light»      | Буде визначено | Буде визначено | 20 вересня 2023}        |
| 5       | «Love Island»          | Буде визначено | Буде визначено | 4 жовтня 2023           |
| 6       | «The Stanford Student» | Буде визначено | Буде визначено | 11 жовтня 2023          |
| 7       | «Strict Scrutiny»      | Буде визначено | Буде визначено | 18 жовтня 2023          |
| 8       | «DNF»                  | Буде визначено | Буде визначено | 25 жовтня 2023          |
| 9       | «Update Your Priors»   | Буде визначено | Буде визначено | 1 листопада 2023        |
| 10      | Буде оголошено         | Буде визначено | Буде визначено | 8 листопада 2023        |

## Виробництво
8 листопада 2017 року «Apple TV+» оголосило, що замовило виробництво телесеріалу, який складатиметься з двох сезонів по десять епізодів. Виконавчими продюсерами телесеріалу стали Дженніфер Еністон, Різ Візерспун, Джей Карсон та Майкл Елленберґ.

### Фільмування
Початок фільмування першого сезону телесеріалу розпочався 31 жовтня 2018 року в Лос-Анджелесі, та тривало до 9 травня 2019 року, після чого продовжився у Нью-Йорку. Фільмування першого сезону завершилось наприкінці травня 2019 року.
Працю над створенням другого сезону планується розпочати у листопаді 2019 року, фільмувати ж розпочнуть в лютому 2020 року.

### Кошторис
«Ранкове шоу» стало одним з найдорожчих телевізійних серіалів за останній час, «Apple TV+» на виробництво двох сезонів витратить понад 300 мільйонів доларів. Вартість одного епізоду складе приблизно 15 мільйонів доларів. Гонорар Еністон та Візерспун за один епізод — 2 мільйони доларів кожній.

## Нагороди та номінації
| Рік  | Нагорода                      | Категорія                               | Номіновані        | Результат | Посилання |
| ---- | ----------------------------- | --------------------------------------- | ----------------- | --------- | --------- |
| 2020 | «Золотий глобус»              | Найкращий серіал — драма                | «Ранкове шоу»     | Номінація | [ 17 ]    |
| 2020 | «Золотий глобус»              | Найкраща акторка у драматичному серіалі | Дженніфер Еністон | Номінація | [ 17 ]    |
| 2020 | «Золотий глобус»              | Найкраща акторка у драматичному серіалі | Різ Візерспун     | Номінація | [ 17 ]    |
| 2020 | «Вибір телевізійних критиків» | Найкращий актор у драматичному серіалі  | Біллі Крудап      | Перемога  | [ 18 ]    |
| 2020 | «Премія Гільдії кіноакторів»  | Найкраща акторка у драматичному серіалі | Дженніфер Еністон | Перемога  | [ 19 ]    |
| 2020 | «Премія Гільдії кіноакторів»  | Найкращий актор у драматичному серіалі  | Стів Карелл       | Номінація | [ 19 ]    |
| 2020 | «Премія Гільдії кіноакторів»  | Найкращий актор у драматичному серіалі  | Біллі Крудуп      | Номінація | [ 19 ]    |